# Le Pays de la mort
Le Pays de la mort est le 17e album de la série de bande dessinée La Patrouille des Castors dessiné par Mitacq sur un scénario de Jean-Michel Charlier. Il est prépublié dans le journal Spirou, entre avril et août 1971, puis est publié sous forme d'album en 1972. Il constitue un diptyque avec Les Démons de la nuit.

## Univers

### Synopsis
Les scouts de la Patrouille des Castors décident de partir en mission humanitaire au Moanda, un pays d'Afrique très pauvre dont la région la plus fertile est le Luango. Depuis quelques semaines, la région est mystérieusement touchée par une épidémie qui frappe la végétation et le bétail. Le pays est menacé de famine. Les scouts vont rejoindre le Professeur Bridoison, le père de Faucon, qui étudie l'origine de l'épidémie. À leur arrivée dans la capitale, ils sont accueillis par le Général Mafuta Menghé, ministre de l'Intérieur. Ils sont conduits au Président Lambayéké, prêt à les laisser se rendre au Luango mais le général essaie de les en empêcher...

### Personnages
Les scouts :
- Poulain, chef de patrouille
- Chat
- Faucon (Fred[1], dit)
- Tapir
- Mouche

Les autres personnages :
- le Général Mafuta Menghé: Ministre de l'Intérieur et de la Police du Moanda
- le Président Lambayéké : Président du Moanda
- Monsieur Bridoison : chimiste et biologiste, père de Faucon
- Adabou Mokhé : moniteur de l'aéroclub
- le Docteur Madiabo : médecin dirigeant l'hôpital
- Makala : sorcier
- Kolobo : jeune patient de l'hôpital
- l'abbé Nyanda : chef et curé du village de Nizi

## Publication

### Revues
Publié dans Spirou du 15 avril (no 1722) au 19 août 1971 (no 1740).

### Album
Publié en album en 1972, aux éditions Dupuis. Il a ensuite été réédité en 1978, en août 1983 et en juillet 1985 (en album cartonné). Il a ensuite été réédité dans le 6e tome de la série Tout MiTacq, Les Castors - Dans la gueule du loup, publié en 1992 et dans le 5e tome de L'intégrale de la Patrouille des Castors, en juillet 2014.

### Couverture de l'album
La couverture de l'album représente Makala, masqué et ébloui par les flashes. En bas, à droite, on voit Chat et un Africain non identifié.